# 拉雅礁
（越南语：／），为南中国海南沙群岛中的一个环礁，现为马来西亚实际控制。目前中華人民共和國、中華民國及越南等國称對其拥有主权。
此礁不在菲律宾所定义的“卡拉延群岛”范围内，菲方的最南点是北纬7度40分，而此礁在北纬7度37分。

## 名稱
美国地名委员会使用的名称为“Dallas Reef”（達拉斯礁），马来西亚称为“Terumbu Laya”（拉雅礁），中国则称光星礁。
1935年中华民国水陆地图审查委员会审定公布《中国南海各岛屿华英地名对照一览表》，“Dallas Reef”並不在列。1947年中华民国内政部公布的《南海诸岛新旧名称对照表》也是如此。1983年中华人民共和国中国地名委员会公布的《我国南海诸岛部分标准地名》，則使用了“光星礁”的名称。

## 地理
中国渔民向称为“大光星”，位于乌比礁西约4海里處。低潮出露，潟湖封閉。
拉雅礁长约3.5海里，宽约1海里，包围着一个深约15米的潟湖。它位于乌比礁以西约4海里处，拉央拉央岛以北约13海里处。